# 古典激进主义
激进主义（英語：Radicalism）是18世纪末—19世纪初代表自由主义左翼的历史性政治运动，是社会自由主义、社会民主主义、公民自由意志主义和现代进步主义的先驱。它又被称为是古典激进主义或激进自由主义，以避免和激进政治混淆。

## 歷史
在歷史上，激進自由主義起源於英國。英國最早的激進自由主義源自英國輝格黨。輝格黨在19世紀初要求實行激進的社會變革，並強烈要求改革選舉制度。部分激進自由主義者，思想包括共和主義、追求窮人的個人財產權也就是重新分配財產還有新聞自由。在19世紀的法國，當時的共和派有不少的激進自由主義及左派元素，並與右派的保皇黨相對，激進自由主义的共和派在1870年－1940年的法蘭西第三共和國佔有政治主導的地位。歷史上的激進自由主義對於後來政治上的自由主義發展產生很大的影響。在歐洲的激進自由主義也發展為進步自由主義的意識形態。很多現今被視為社會自由主義的歐洲政黨早年均屬於激進自由主義。